# 北海道道294号東川東神楽旭川線
北海道道294号東川東神楽旭川線（ほっかいどうどう294ごう ひがしかわひがしかぐらあさひかわせん）は、北海道上川郡東川町と旭川市を結ぶ一般道道（北海道道）である。

## 概要

### 路線データ
- 起点：北海道上川郡東川町南町1丁目（北海道道1160号旭川旭岳温泉線・北海道道611号瑞穂東川線交点）
- 終点：北海道旭川市1条通9丁目（北海道道20号旭川停車場線交点）
- 路線延長：16.6km（総延長）

## 歴史
- 1957年（昭和32年）7月25日 - 247号として路線認定[1]。
- 1994年（平成6年）10月1日 - 路線番号を294号に変更[2]。

この路線の前身は、1938年（昭和13年）9月28日に認定された準地方費道134号鷹栖神楽線の一部と、1944年（昭和19年）11月25日に認定された準地方費道154号旭川東神楽線である。

## 路線状況

### 重複区間
- 旭川市東光1条1丁目 - 旭川市1条通9丁目（北海道道1160号旭川旭岳温泉線）
- 旭川市1条通18丁目 - 旭川市1条通9丁目（北海道道219号新開旭川線）

### 道路施設
主な橋梁
- 東橋 (忠別川＝石狩川支流)＝東川町 - 東神楽町
- 北三線橋
- 四号橋 (用水路)
- 紅葉橋 （ポン川＝忠別川支流)＝東神楽町)
- 緑東大橋 (忠別川)＝旭川市旭神 - 旭川市東光
- 東光橋 (東光川＝忠別川支流)＝旭川市東光

## 地理

### 通過する自治体
- 上川郡東川町
- 上川郡東神楽町
- 旭川市

### 交差する道路
東川町
- 北海道道1160号旭川旭岳温泉線 - 南町1丁目（起点）
- 北海道道611号瑞穂東川線 - 南町1丁目（起点）

東神楽町
- 北海道道37号鷹栖東神楽線 - 南1条東1丁目、東神楽10号

旭川市
- 北海道道90号旭川環状線 - 旭神町
- 北海道道1160号旭川旭岳温泉線 - 豊岡1条2丁目、1条通9丁目（重複）
- 北海道道219号新開旭川線 - 1条通18丁目、1条通19丁目（重複）
- 北海道道98号旭川多度志線 - 1条通9丁目・1条通8丁目交差点
- 北海道道20号旭川停車場線 - 1条通9丁目（終点）

### 沿線にある施設など
東神楽町
- 大雪消防組合東消防署 - 15号南3
- 東神楽郵便局 - 南1条西1丁目1-1
- 東聖簡易郵便局 - ひじり野南1条1丁目2-1
- 東神楽町ふれあい交流館 - ひじり野北1条1丁目1-6
- 東神楽町立東聖小学校 - ひじり野南1条2丁目1-1
- ひじり野公園 - ひじり野北1条2丁目1
- ひじり野郵便局 - ひじり野南1条9丁目1-8

旭川市
- コープさっぽろツインハープ店 - 旭神3条5丁目1-6
- 北空知信用金庫旭川東支店 - 東光3条2丁目1-25
- 旭川少年鑑別所 - 豊岡1条1丁目3-24
- 旭川東警察署 - 1条通25丁目487-6
- 北海道警察旭川方面本部 - 1条通25丁目487-6
- 旭川厚生病院 - 1条通24丁目111